# Júlio Tomás Pinto

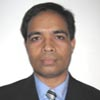
Júlio Tomás Pinto

Júlio Tomás Pinto (* 5. April 1974 in Afaloicai/Baguia, Portugiesisch-Timor) ist ein osttimoresischer Politiker des Congresso Nacional da Reconstrução Timorense (CNRT). Von 2007 bis 2015 war er Staatssekretär für Verteidigung.

## Werdegang
Pinto war das dritte von sechs Kindern von Thomas da Costa Pinto und Marcelia Amaral. In Baguia besuchte er die Schule bis zu seinem Abschluss 1993. Danach wechselte er zur Fakultät für Sozial- und Politikwissenschaft/Department of Government an der Muhammadiyah-Universität von Malang (UMM) in Malang, Jawa Timur (Indonesien). Während seiner Zeit an der UMM war er in der Pro-Reform-Studentenbewegung aktiv und an Aktionen in Malang und Jakarta beteiligt, so bei der Besetzung des Parlaments Indonesiens 1998, was schließlich zum Sturz der Diktatur Suharto führte. 1998 schloss Pinto sein Studium an der UMM mit der Dissertation Die Rolle der Nationalen Kommission für Menschenrechte bei der Durchsetzung der Menschenrechte in Indonesien: Studium der Bildung und Sozialisation der Menschenrechte ab. Von 1999 bis 2002 erwarb er einen Master of Education an der Universität von Indonesien. Der Titel seiner Dissertation lautete: Die Mobilisierung und Demobilisierung der FALINTIL: Der Kampf um die Unabhängigkeit von Osttimor. Von Oktober 2001 bis April 2002 war Pinto Educational Officer Assistant der UNTAET in Jakarta. 2002 erwarb Pinto an der Universität der Indonesischen Streitkräfte einen Master. Für sein Studium erhielt er ein Stipendium der amerikanischen Ford Foundation.
Nach seiner Rückkehr in das inzwischen unabhängige Osttimor wurde er von Juli 2002 bis März 2004 Dozent an der Fakultät für Sozial- und Geisteswissenschaften an der Universidade Dili (UNDIL). Hier war Pinto bis Februar 2004 Direktor des Centro Investigação Cientifica e Estudos Estratégicos. Im März 2004 wurde er Dozent an der Universidade da Paz (UNPAZ) und diente bis Juni 2005 gleichzeitig als Direktor des Centro de Estudos e Paz estratégicos (CePAZ). Zwischen 2005 und 2007 studierte Pinto an der Nationaluniversität von Malaysia und erhielt seinen Ph.D. Vom 8. August 2007 bis 16. Februar 2015 war Pinto Staatssekretär der Verteidigung im Kabinett Osttimors. Danach wurde er Berater von Parlamentspräsident Vicente da Silva Guterres.
Von 2011 bis 2016 war Pinto zweiter Vizepräsident der osttimoresischen Pfadfinder. 2017 unterrichtete er Politikwissenschaften an der Universidade Nasionál Timór Lorosa’e (UNTL).
Bei den Parlamentswahlen in Osttimor 2017 gelang Pinto auf Listenplatz 16 des CNRT der Einzug in das Parlament, doch verzichtete er am 6. September 2017, dem zweiten Sitzungstag, auf sein Abgeordnetenamt. Bei den Parlamentswahlen 2018 kandidierte Pinto nicht mehr. 2022 wurde Pinto von Staatspräsident José Ramos-Horta zum Mitglied des Konsellu Superior Defeza no Seguransa ernannt.

## Werke
- National Security: Timor-Leste Internal and External Threats. 2007.
- Simple Majority versus Majority Alliance of Parliament. 2009.